# Leymotrigia bergrothii
Leymotrigia bergrothii är en gräsart som först beskrevs av Harald Lindberg, och fick sitt nu gällande namn av Nikolai Nikolaievich Tzvelev. Leymotrigia bergrothii ingår i släktet Leymotrigia och familjen gräs. Inga underarter finns listade i Catalogue of Life.